# Nävekvarn
Nävekvarn är en tätort i Nyköpings kommun i Södermanlands län. Orten ligger vid Bråviken där Näveån mynnar i havet.

## Historia
Orten omnämns första gången 1308 i ett skriftligt dokument då Magnus Ladulås söner, hertigarna Erik och Valdemar, ger bort kvarnen i "Nefw" till fogden på Nyköpingshus. Nävekvarns bruk anlades 1623 för att bland annat producera kanoner. Bruket lades ner 2010.
Enligt Tunabergsbygdens skrift Anckarströms grav: skröna eller verklighet (1998) ligger Jacob Johan Anckarström begravd i Nävekvarn.

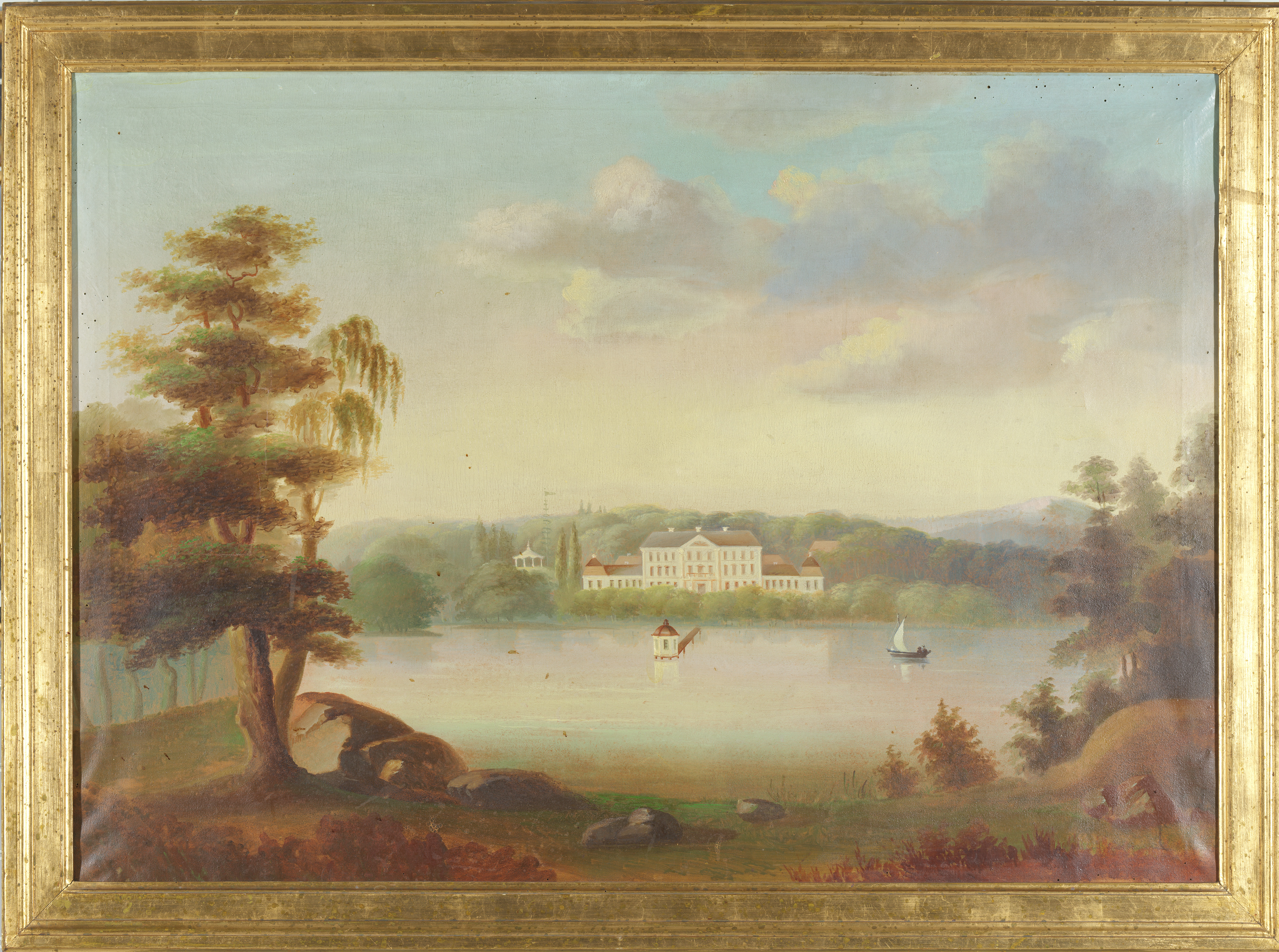
Näfvekvarns herrgård, okänd konstnär.

### Befolkningsutveckling
| Befolkningsutvecklingen i Nävekvarn 1950–2020 | Befolkningsutvecklingen i Nävekvarn 1950–2020 | Befolkningsutvecklingen i Nävekvarn 1950–2020 | Befolkningsutvecklingen i Nävekvarn 1950–2020 | Befolkningsutvecklingen i Nävekvarn 1950–2020 |
| --------------------------------------------- | --------------------------------------------- | --------------------------------------------- | --------------------------------------------- | --------------------------------------------- |
|                                               |                                               |                                               |                                               |                                               |
| År                                            |                                               |                                               | Folkmängd                                     | Areal (ha)                                    |
| 1950                                          | 1950                                          |                                               | 601                                           |                                               |
| 1960                                          | 1960                                          |                                               | 843                                           |                                               |
| 1965                                          | 1965                                          |                                               | 913                                           |                                               |
| 1970                                          | 1970                                          |                                               | 1 027                                         |                                               |
| 1975                                          | 1975                                          |                                               | 981                                           |                                               |
| 1980                                          | 1980                                          |                                               | 1 014                                         |                                               |
| 1990                                          | 1990                                          |                                               | 999                                           | 113                                           |
| 1995                                          | 1995                                          |                                               | 937                                           | 113                                           |
| 2000                                          | 2000                                          |                                               | 859                                           | 113                                           |
| 2005                                          | 2005                                          |                                               | 858                                           | 114                                           |
| 2010                                          | 2010                                          |                                               | 795                                           | 111                                           |
| 2015                                          | 2015                                          |                                               | 779                                           | 112                                           |
| 2020                                          | 2020                                          |                                               | 779                                           | 116                                           |
|                                               |                                               |                                               |                                               |                                               |

## Samhället
Nävekvarn består till större delen av enfamiljshus även om det finns några radhus och flerfamiljshus. Samhället har ett litet centrum som under de senaste decennierna ändrat karaktär. Under 1970-talet byggdes Coop och Posten ut. Det fanns även en kiosk vid torget men både Posten, Coop och kiosken är numera (2021) nedlagda. 2021 öppnade Matöppet en livsmedelsbutik som också är ombud för Postnord, DHL, Svenska Spel, Systembolaget och Apoteket.
Ett gammalt sädesmagasin från år 1930 har rustats upp, och går under namnet Gula Kvarn och där finns numera kafé.
Nere vid hamnen revs 2013–14 en hamburgerkiosk. Istället har en gammal förrådsbyggnad rustats upp och fått en restaurang. Finns även glasskiosk. Hamnanläggningen har även byggts ut med nya flytbryggor och campingplatsen upprustades 2014. Det finns en gångbro till ön Skäret i Nävekvarnsbukten. För länge sedan fanns även en smalspårig järnväg, som gick från hamnen upp till bruket, och användes för att transportera gods till och ifrån hamnen. Det går än i dag att följa banvallen, då den har breddats och belagts med asfalt.
Nävekvarn ligger vid Näveån ända upp till dammen i norra änden av samhället. Längs ån finns ett antal reglerade dammar och under en period fanns även två mindre vattenkraftverk längs ån. Nävekvarn ligger cirka 25 kilometer från Nyköping. Tidigare gick det även att åka buss till Koppartorp, men den linjen är numera nedlagd. Verksamheten i Nävekvarn är numera under utveckling. Båthamnen utvecklas och har cirka 500 fasta båtplatser vid bryggorna och därutöver cirka 30 gästbåtsplatser. I hamnområdet finns också en kombinerad sjö- och landmack för bensin och diesel.

### Fritidsbebyggelse
Nävekvarn med omnejd har en betydande fritidsbebyggelse, som medför att antalet boende ökar markant under somrarna. Fritidshusen ligger framförallt i områdena Skeppsvik och Sjöskogens naturreservat. Skeppsvik började att projekteras under 1960-talet och under 1970-talet började Gränges Mark att sälja tomterna. Hela Skeppsvik har såväl kommunalt avlopp som vatten, i samfällighetens regi för vinterbruk och vägarna har asfalt. Skeppsvik består av cirka 315 tomter med cirka 200 fast boende och under 1980-talet började även Sjöskogen, ett område öster om Skeppsvik, att bebyggas. Dessa tomter är dock betydligt större än i Skeppsvik och hade till att börja med inget vatten vintertid. Ute på öarna söder om Nävekvarn finns även en mindre fritidsbebyggelse. I Nävekvarn finns förskola och grundskola upp till årskurs 5. Sörmlandsleden passerar genom orten. Folkets Park i Nävekvarn, med vackra trähus från tidigt 1900-tal, ligger intill hamnområdet vid Bråviken.

### Näringsliv
Det har länge funnits ett bruk i Nävekvarn, ända sedan 1600-talet. Under 1806 blev familjen Sederholm ägare till bruket och 1963 såldes det till Asea. Under 1984 koncentrerades verksamheten till gjutning och bearbetning av lättmetall och 2010 lades bruket definitivt ned. 
I brukets lokaler startades 2010 verksamhet med vinterförvaring och service av båtar.
Många av de boende pendlar till arbete i Nyköping, eller Oxelösund (avstånd cirka två mil) eller till Norrköping (cirka 5 mil) och Stockholm (cirka 12 mil). Det finns en bussförbindelse till Nyköping (cirka 25 km) vilket tar en dryg halvtimme.

### Idrott
Orten har en idrottsförening, NGIF, bildad år 1926. För närvarande (2025) spelar klubbens fotbollslag i division 7.

## Bilder

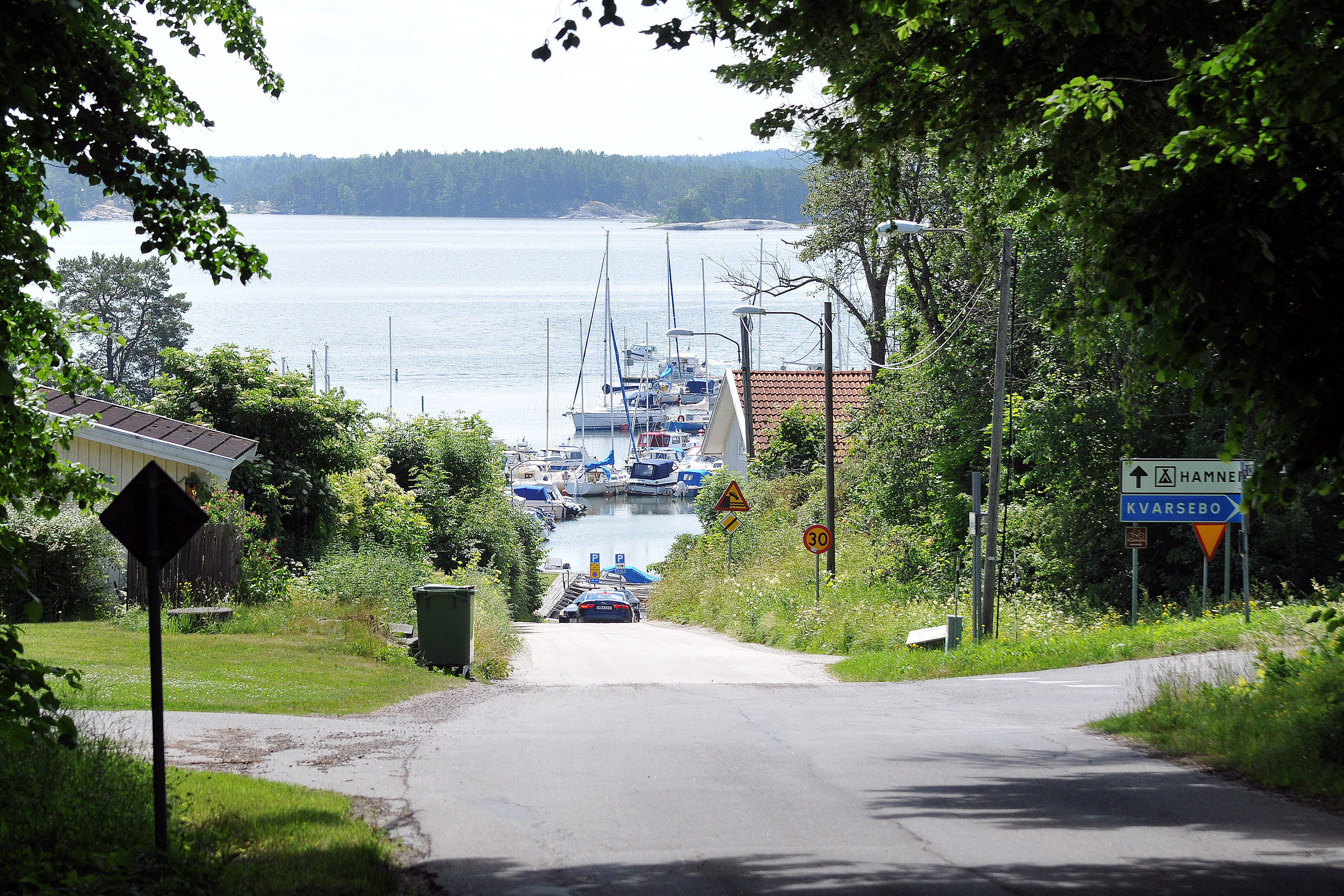
Hamnbacken.
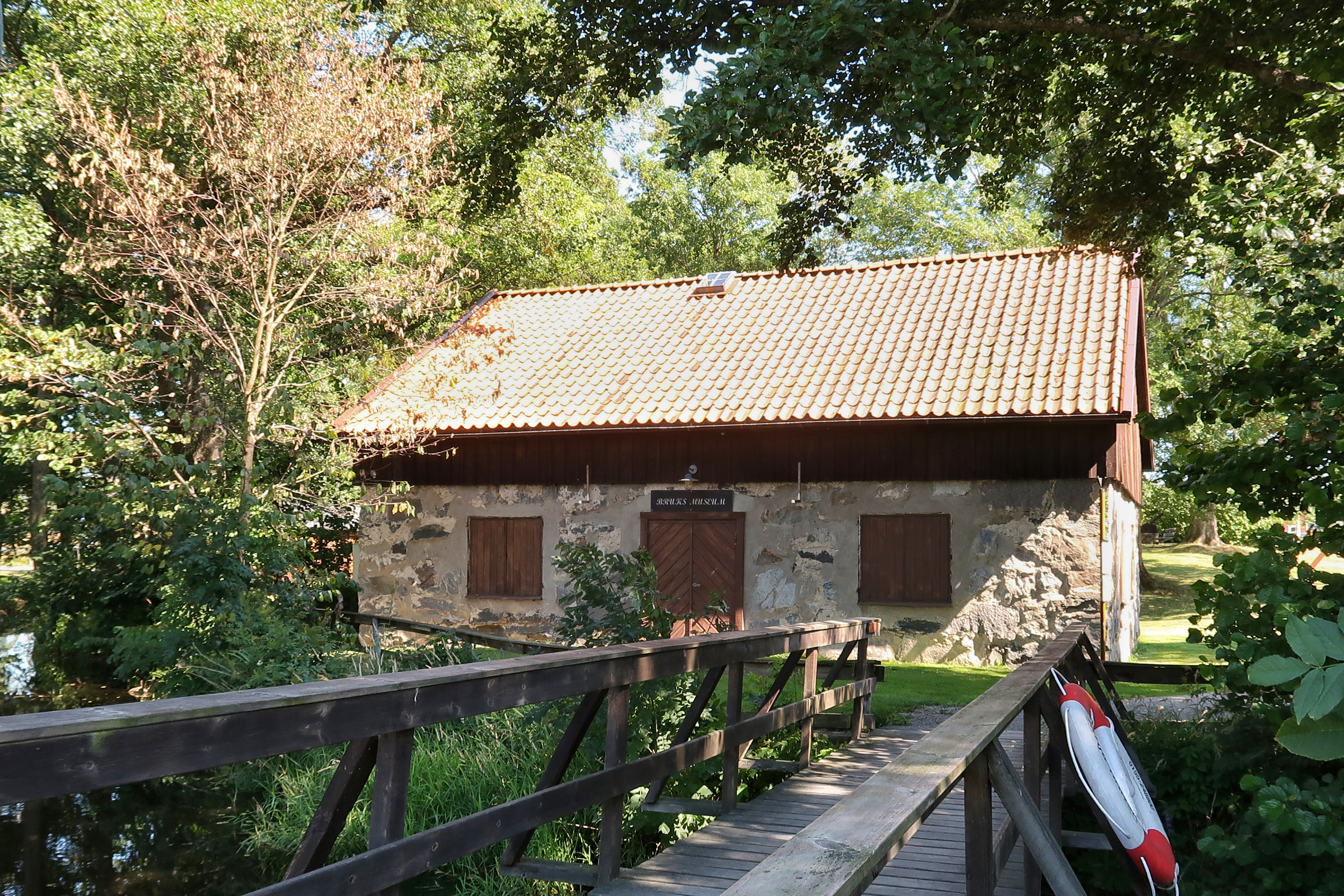
Bruksmuseet.
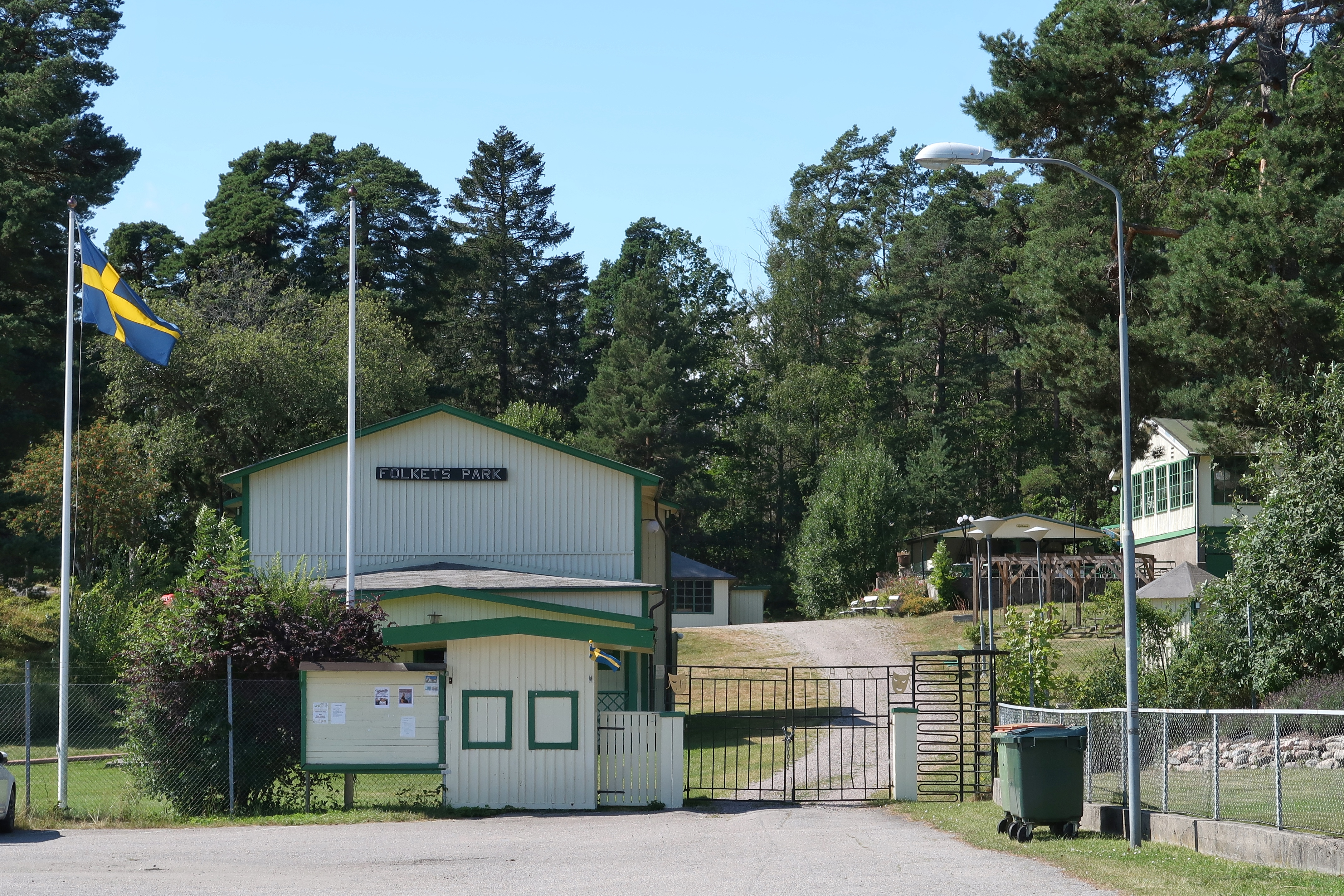
Folkets park.
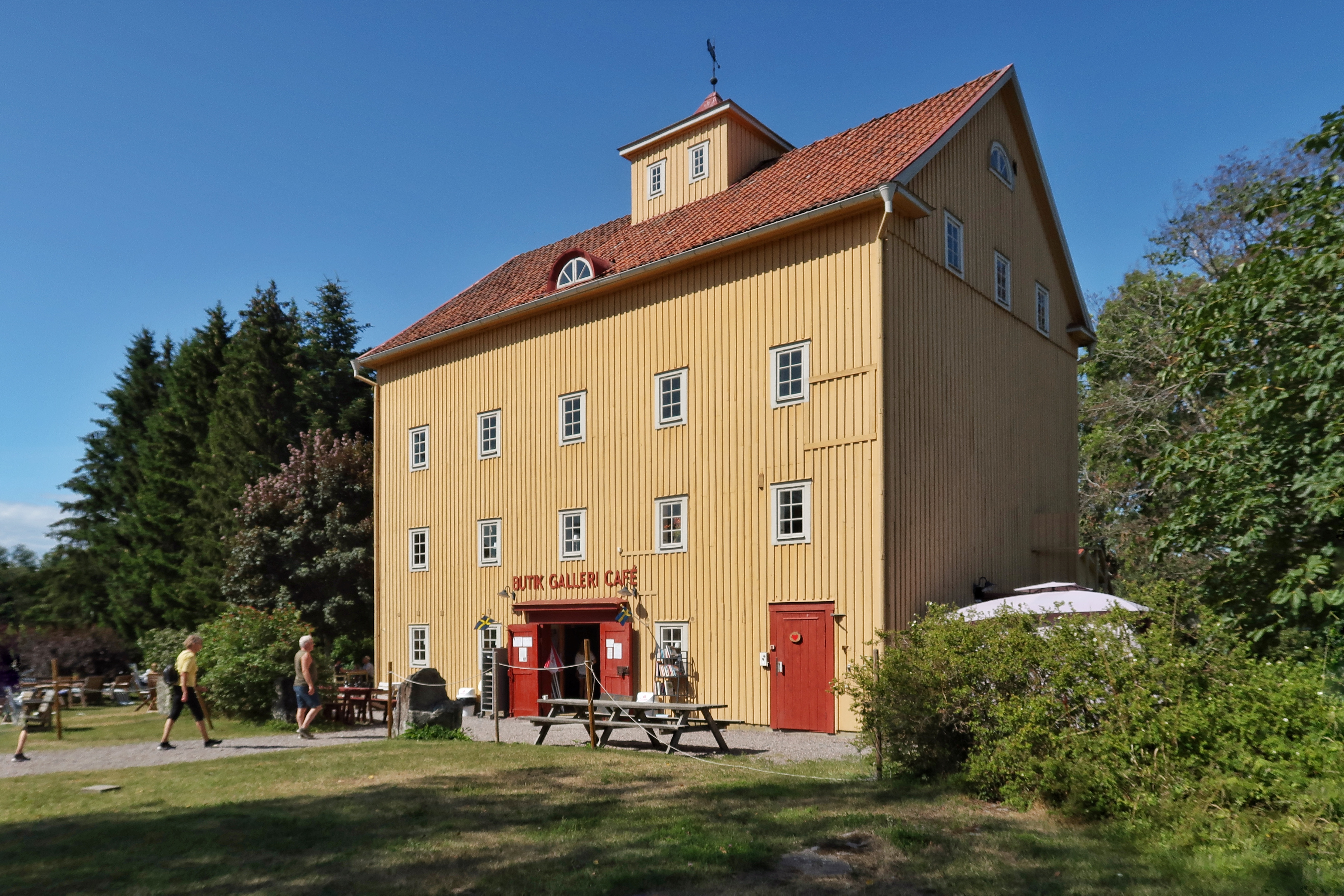
Gula kvarn.
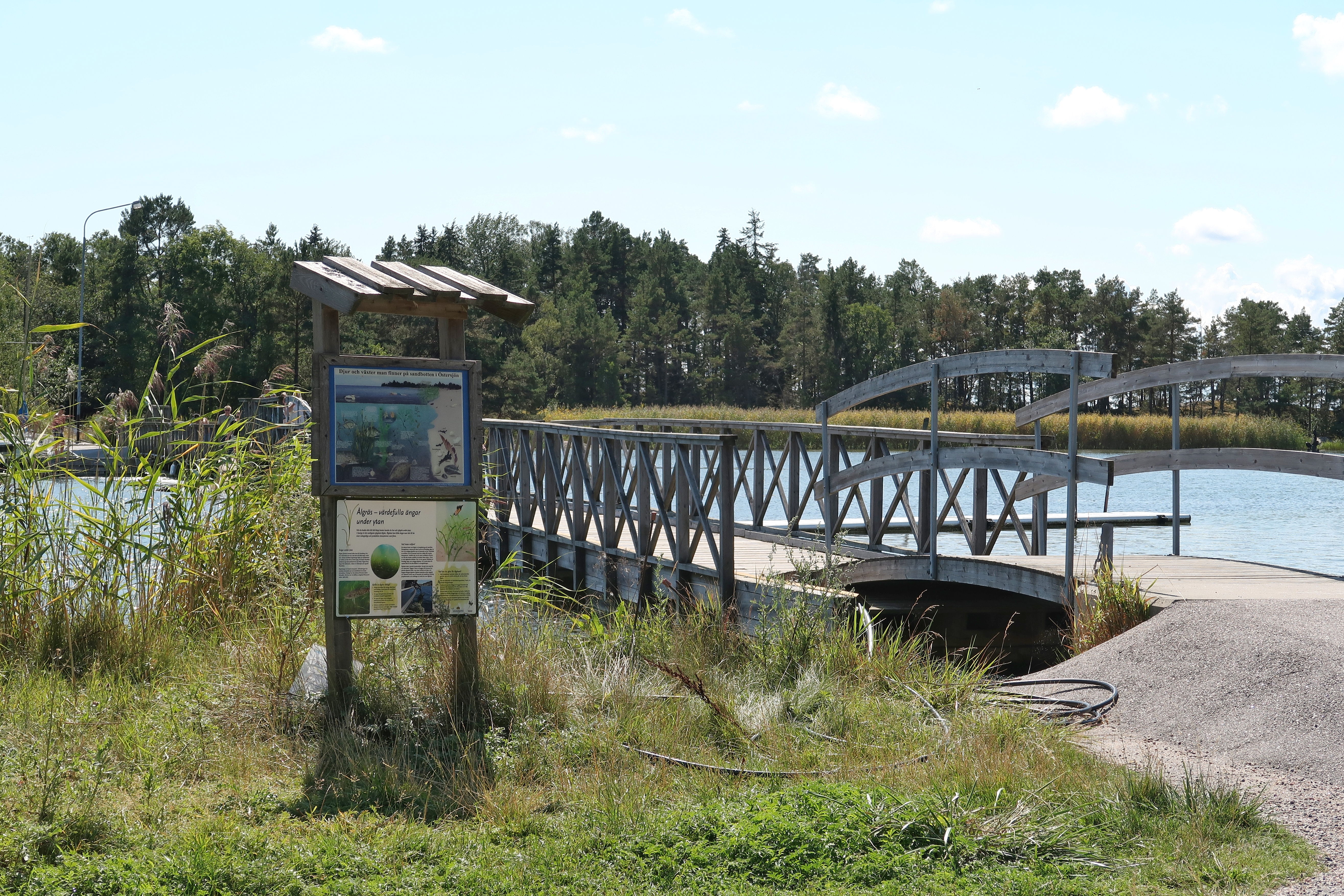
Bron till Skäret.
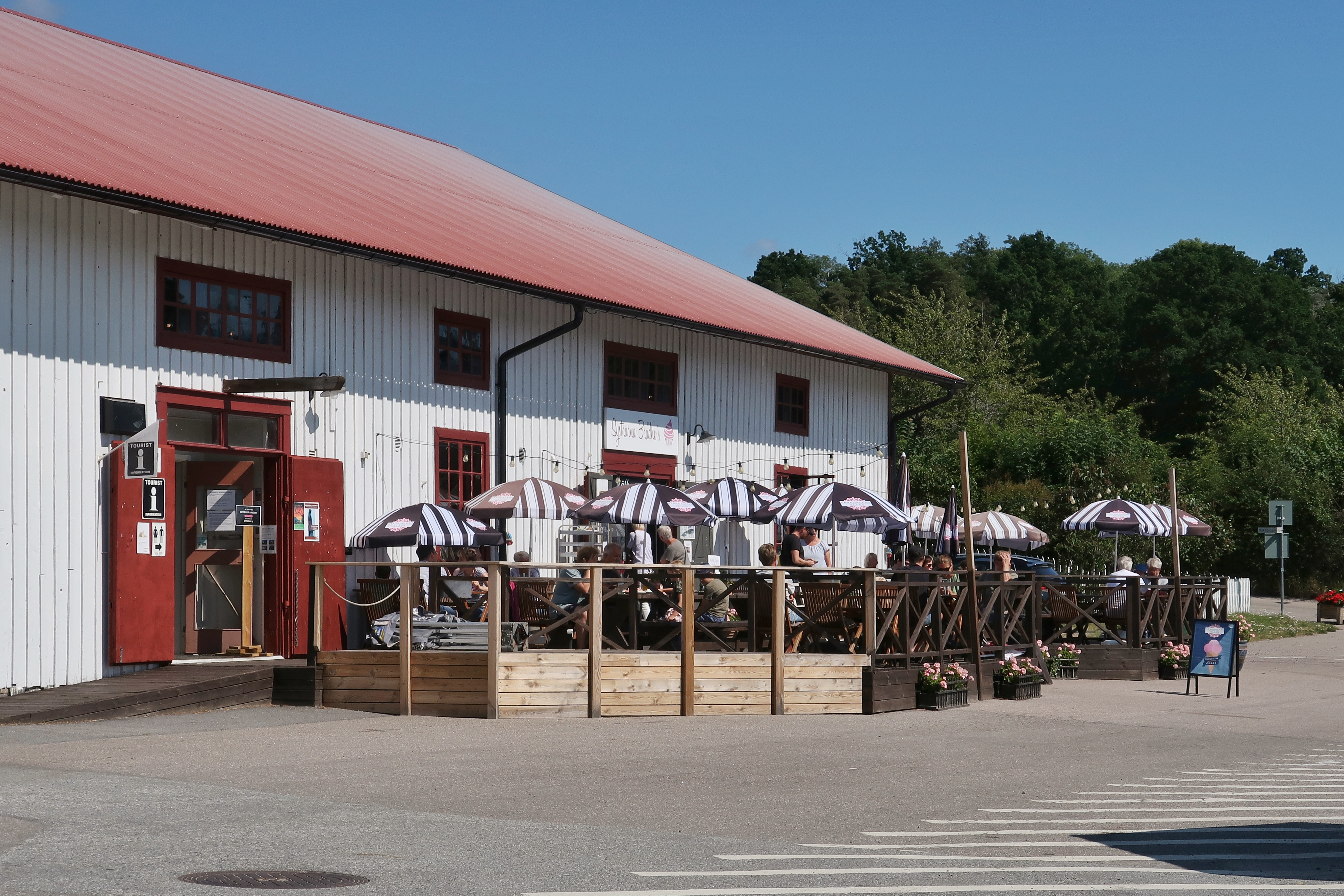
Hamnkaféet.
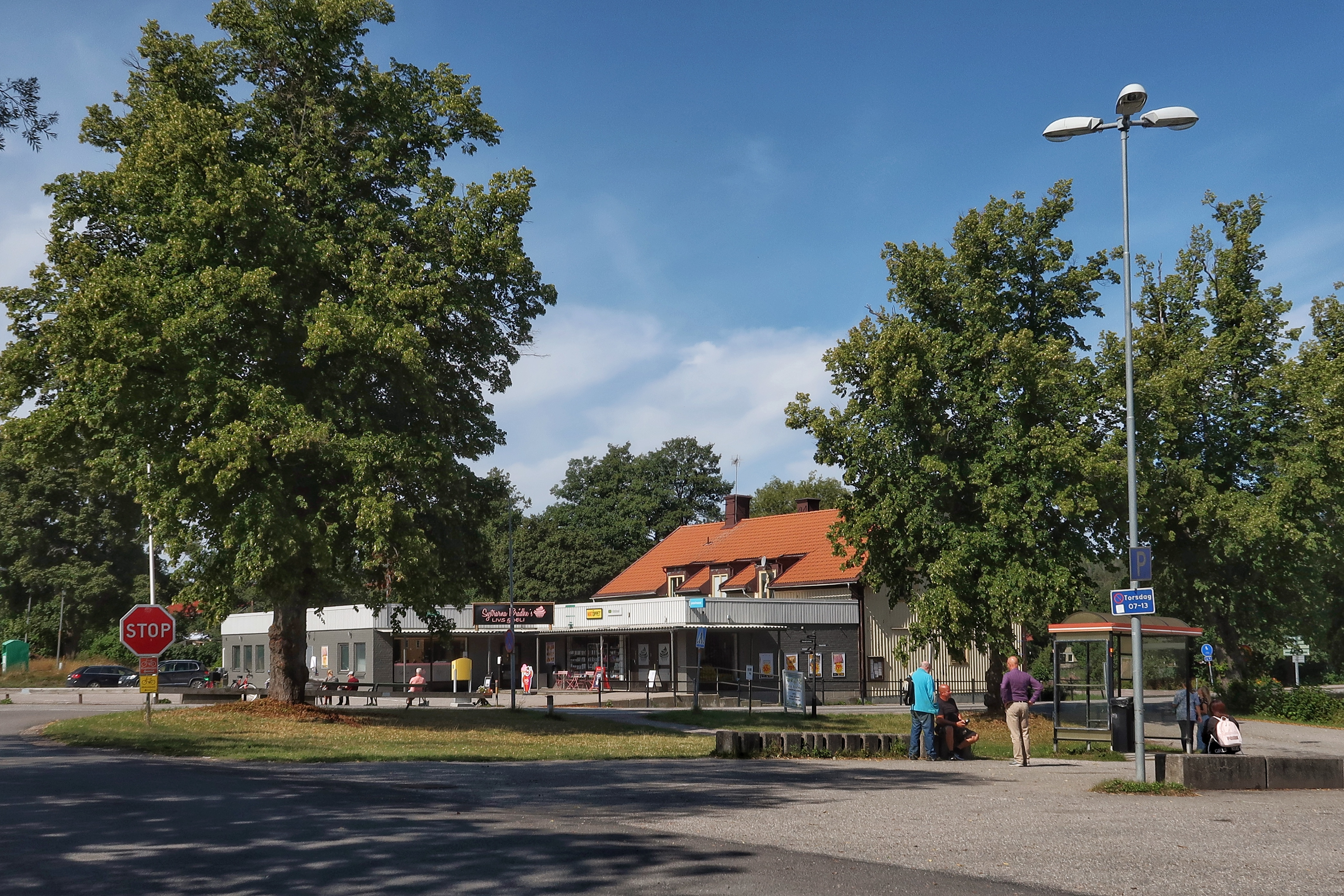
Centrum.
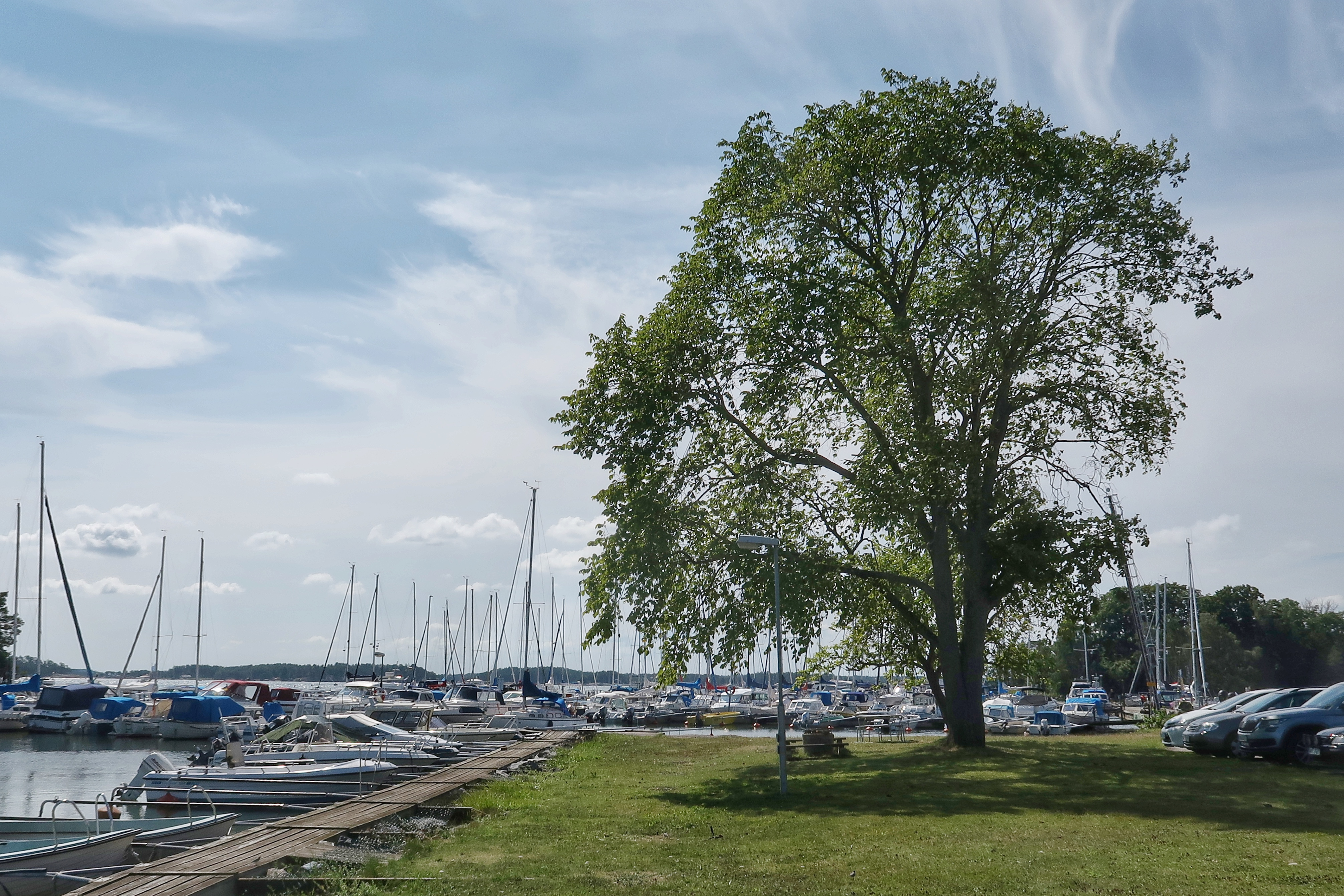
Hamnen.